# DCOP
DCOP (от  Desktop COmmunication Protocol) — легковесная система коммуникации процессов, а также программных компонентов. Основная цель этой системы — обеспечивать межпроцессное взаимодействие и распределять сложные задачи. Таким образом DCOP — система управления, позволяющая приложениям или скриптам использовать другие приложения. Она построена поверх протокола X Window System Inter-Client Exchange.
Использование DCOP предоставляет новые возможности без необходимости написания новых приложений. Приложения и библиотеки KDE хорошо поддерживают DCOP, благодаря этому большинство приложений KDE могут контролироваться скриптами через механизм DCOP. В KDE 4 DCOP был заменен на D-Bus, систему межпроцессного взаимодействия, которая была стандартизована freedesktop.org и создана под влиянием системы DCOP.